# Agustín Mestres
José Agustín Mestres Rivas (Barcellona, 5 febbraio 1923 – Barcellona, 28 luglio 1999) è stato un nuotatore e pallanuotista spagnolo.

## Carriera
Era un atleta del Club Natació Barcelona. 
Nel 1948 partecipò ai Giochi di Londra 1948 e Helsinki 1952, nei quali si classificò all'8º posto.
Ha vinto 1 oro ai I Giochi del Mediterraneo, ed 1 bronzo ai II Giochi del Mediterraneo.